# Miskolc

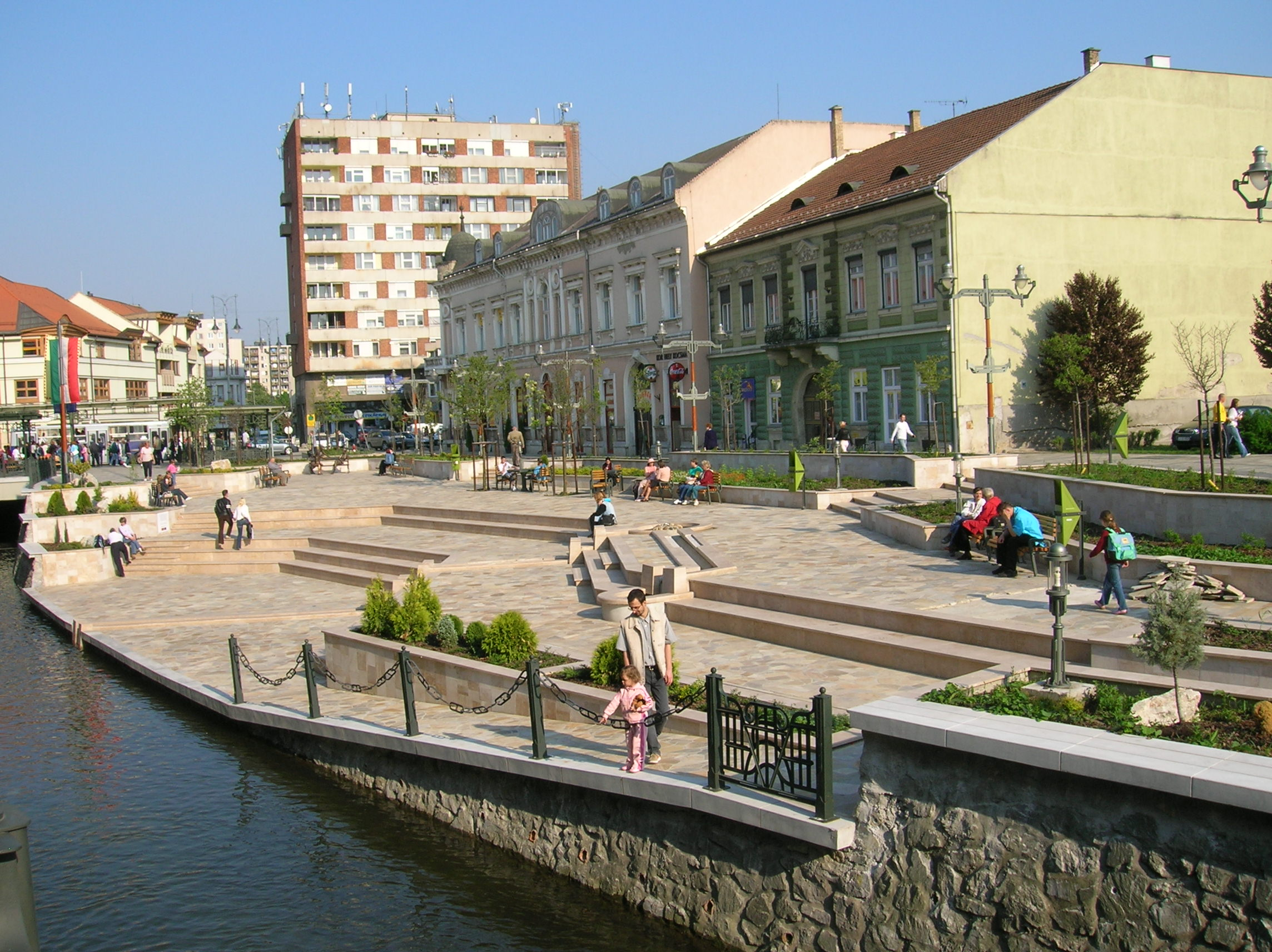
Plaça al costat del Szinva.

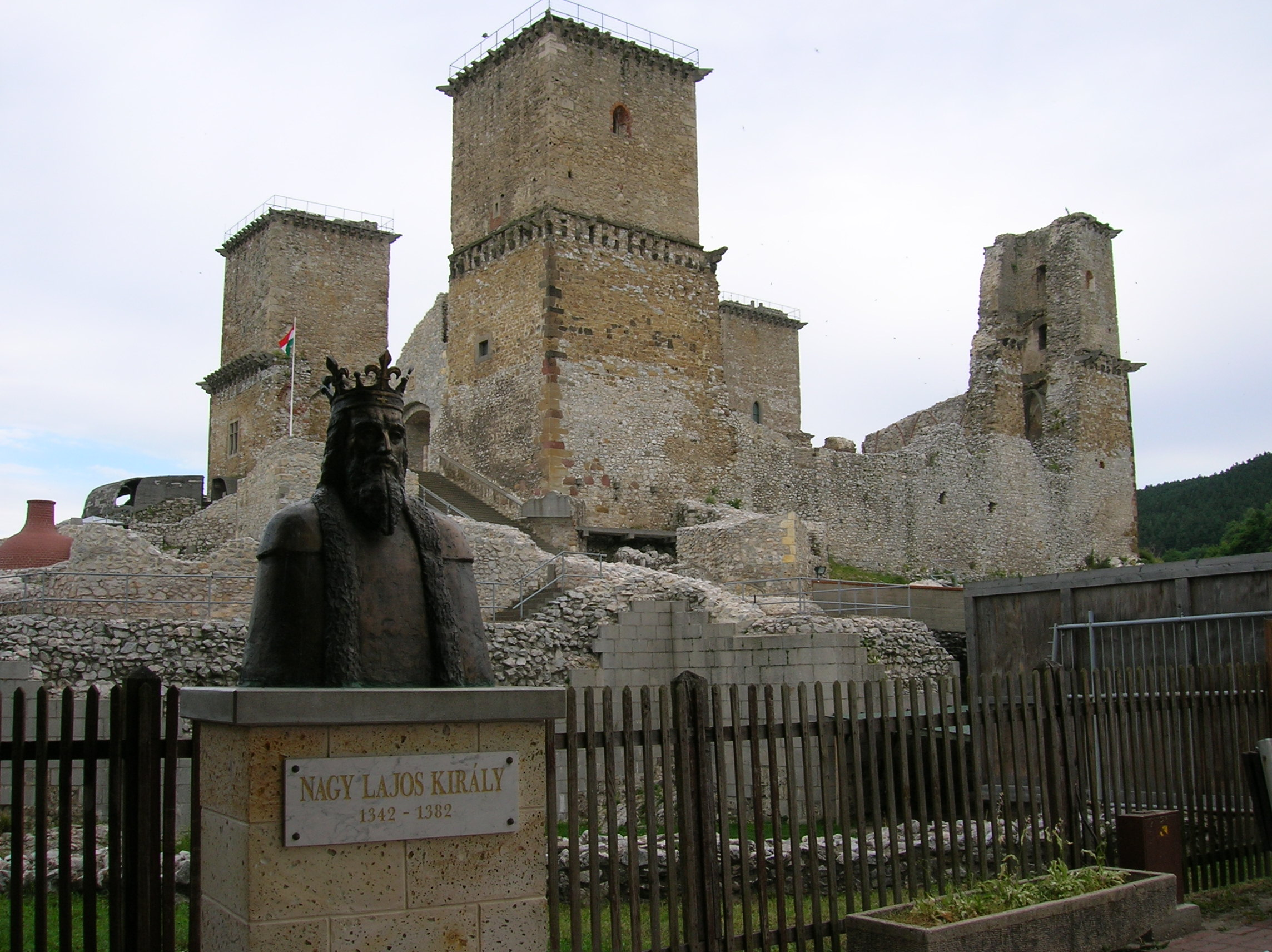
Castell de Diósgyőr

Miskolc és una ciutat autònoma d'Hongria, capital de la província de Borsod-Abaúj-Zemplén situada a la part del nord de l'estat, i té una superfície de 236,68 km². Miskolc és la quarta ciutat més poblada d'Hongria, després de Budapest, Debrecen i Szeged, amb una població d'uns 161.000 habitants (el 2014).

## Persones il·lustres
- Sándor Takács (1893 - 1932), jugador d'escacs.